# فرودگاه محلی تری-سیتیز
فرودگاه محلی تری-سیتیز (به انگلیسی: Tri-Cities Regional Airport) یک فرودگاه همگانی با کد یاتا TRI است که یک باند فرود آسفالت دارد و طول باند آن ۲۴۳۸ متر است. این فرودگاه در کشور ایالات متحده آمریکا قرار دارد و در ارتفاع ۴۶۳ متری از سطح دریا واقع شده است.

## شرکت‌های هواپیمایی و مقصدهای پروازی
| شرکت‌های هواپیمایی | مقصدهای پروازی                       |
| ----------------- | ------------------------------------ |
| امریکن ایگل       | شارلوت داگلاس                        |
| الیجنت ایر        | اورلندو سنفورد، سن پترزبورگ-کلیرواتر |
| دلتا ایرلاینز     | هارتسفیلد-جکسون آتلانتا              |
| دلتا کانکشن       | هارتسفیلد-جکسون آتلانتا              |